# Заречная (Курганская область)
Заречная — деревня в Мишкинском районе Курганской области. Входит в состав Первомайского сельсовета.

## География
Расположена у реки Миасс. Автомобильное сообщение.

## История
До 1917 года входила в состав Воскресенской волости Челябинского уезда Оренбургской губернии. По данным на 1926 год деревня Грязнуха состояла из 71 хозяйства. В административном отношении входила в состав Гагановского сельсовета Воскресенского района Челябинского округа Уральской области.
В 1964 году Указом Президиума ВС РСФСР деревня Грязнуха переименована в Заречную.

## Население
| 1989 | 2002 | 2010 |
| ---- | ---- | ---- |
| 66   | ↘57  | ↘16  |

По данным переписи 1926 года в деревне проживало 381 человек (187 мужчин и 194 женщины), в том числе: русские составляли 96 % населения.